# Gustavo Arce
Gustavo Rubén Arce (Tartagal, Salta, 1 de julio de 1979) es un exfutbolista argentino que jugaba de mediocampista, su último club fue Laguna Blanca de Formosa. Realizó las inferiores y debutó en Racing Club de Avellaneda en el año 1999.

## Trayectoria
Luego de pasar las peores épocas en Racing fue premiado con la obtención del título en el Apertura 2001.
Después de hacer inferiores en Racing (salió campeón en Cuarta, junto a Diego Milito y "Chiche" Arano) debutó finalmente en 1999. Tapado por el Polaco Bastía no jugó mal cuando le tocó, pero tampoco se destacó. Su semana de gloria fue en marzo de 2002, cuando le anotó su primer gol a Talleres de Córdoba. Unos días después anotó otra vez en avellaneda ante Rosario Central. Su racha positiva se extendió hasta comienzos de 2003, cuando confirmó sus dotes de jugador noble y aplicado en la Copa Libertadores, bajo la conducción de Osvaldo Ardiles.
Se fue a Paraguay, en 2004, para jugar en Guaraní pese al pedido del Pato Fillol, que lo quería en el plantel .
Así fue como a comienzos de año pasado fue dejado en libertad de acción junto a otros ignorados como Osvaldo Barsottini, Céliz, Leonardo Gómez, Nicolás Herrera y Waldo Brandán.
Pasó a Europa en donde fichó por el equipo griego Niki Volos, en 2008 donde solo llegó a jugar tan solo 7 encuentros sin marcar goles. Regresó a la Argentina a mitad de año y firma para el Club Atlético Los Andes, disputando 24 partidos y siendo un jugador notable en el equipo aunque nunca se logró ganar a la hinchada de los "mil rayitas".
En el 2009 y hasta 2010, jugó en San Martín de San Juan, con 14 partidos jugados (10 de titular y 4 entrando desde el banco), marcando un gol después de casi 8 años. En 2011 firma para Defensores de Belgrano donde tuvo una actuación destacable y fue un referente del equipo en la temporada, tuvo 35 apariciones e hizo 3 goles igualando su mejor marca goleadora. De 2012 a 2013 fue su mejor despliegue futbolístico, firmó para Mitre de Santiago del Estero del Torneo Argentino A siendo una gran figura del torneo al participar en 46 partidos y anotar 5 goles (superando su cuota goleadora con 3 goles), sin embargo el equipo por falta de rendimiento y agotamiento físico jamás pudo llegar a la lucha por el ascenso, mientras que para Gustavo en finales de 2013 las lesiones se hicieron constantes y terminó por rescindir su contrato con la entidad del norte argentino.
En 2013, firma para Laguna Blanca, pero sus constantes lesiones le impidieron jugar con normalidad y a principios de 2014, una vez que se terminó contrato con el equipo decidió poner fin a su carrera futbolística.

## Clubes
| Club                                | País                | Año         | Partidos | Goles |
| ----------------------------------- | ------------------- | ----------- | -------- | ----- |
| Racing Club                         | Argentina           | 1999 - 2003 | 55       | 3     |
| Club Guaraní                        | Paraguay            | 2004        | 15       | 0     |
| Racing Club                         | Argentina           | 2004 - 2006 | 5        | 0     |
| Niki Volos                          | Grecia              | 2008        | 7        | 0     |
| Club Atlético Los Andes             | Argentina           | 2008 - 2009 | 24       | 0     |
| Club Atlético San Martín (San Juan) | Argentina           | 2009 - 2010 | 14       | 1     |
| Defensores de Belgrano              | Argentina           | 2011 - 2012 | 35       | 3     |
| Mitre de Santiago del Estero        | Argentina           | 2012 - 2013 | 46       | 5     |
| Club Atlético Laguna Blanca         | Argentina           | 2013 - 2014 | 15       | 0     |
| Total en su Carrera                 | Total en su Carrera | 1999 - 2014 | 215      | 12    |

## Títulos
| Título           | Club        | País      | Año    |
| ---------------- | ----------- | --------- | ------ |
| Primera División | Racing Club | Argentina | A-2001 |